# La Damnation de Faust
La Damnation de Faust (La damnació de Faust), opus 24, és una òpera en quatre actes d'Hector Berlioz, amb llibret del mateix compositor amb l'ajuda de Gérard de Nerval i Almire Gandonnière, basat en la primera part del Faust de Goethe que Gérard de Nerval havia traduït el 1828. S'estrenà a l'Opéra-Comique de París el 6 de desembre de 1846. De la mateixa manera que Goethe havia partit del Doctor Faustus de Christopher Marlowe, Berlioz va partir del Faust de Goethe i el va convertir en una mena d'autoretrat musical. A Catalunya es va estrenar al Liceu de Barcelona el 18 de febrer de 1884 en forma de concert i el 18 de novembre de 1903 com a òpera.